# Ideobisium antipodum
Ideobisium antipodum är en spindeldjursart som först beskrevs av Simon 1880.  Ideobisium antipodum ingår i släktet Ideobisium och familjen spinnklokrypare. Inga underarter finns listade i Catalogue of Life.